# Gelis discedens
Gelis discedens är en stekelart som först beskrevs av Forster 1850.
Gelis discedens ingår i släktet Gelis och familjen brokparasitsteklar. Inga underarter finns listade i Catalogue of Life.